# 海圻 (防護巡洋艦)
海圻（かいき、繁体字: 海圻、ピンイン: Hǎi Qí、訳: 海の境界線）は、清国海軍の海天級防護巡洋艦。当時、清国海軍最大の軍艦で、排水量4,300トン、8インチ砲2門、最高速力24ノット（時速44km）であった。その後、中華民国海軍に所属し、1937年に自沈した。船体は1960年に引き上げられ、その後解体された。

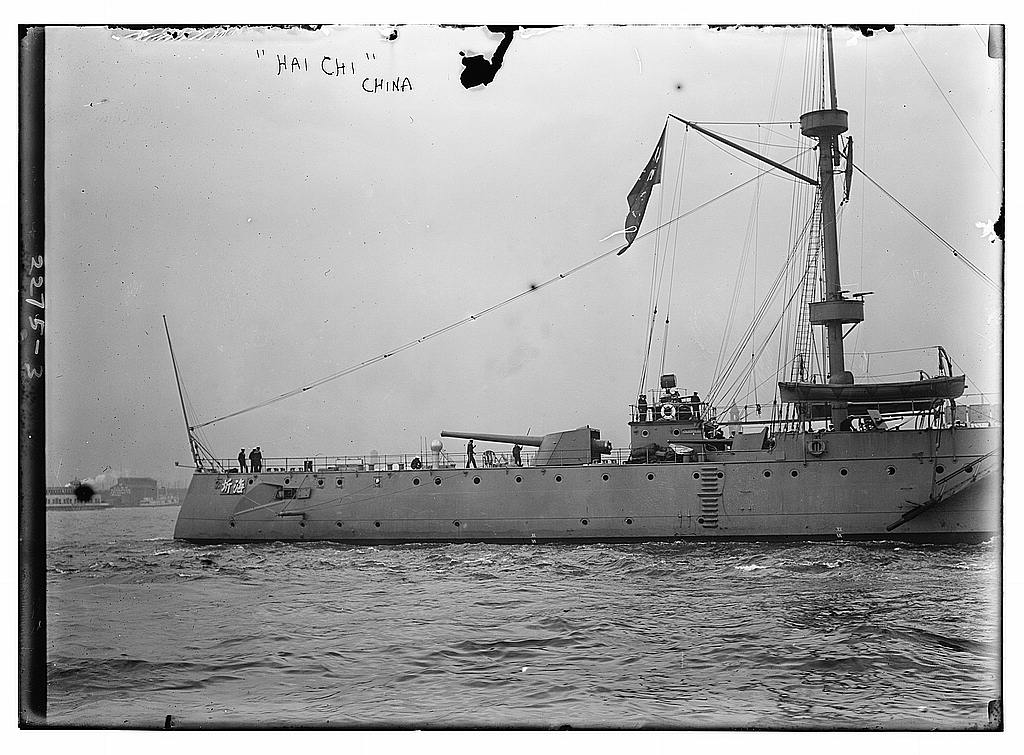
海圻 1911年9月11日、ニューヨークにて

## 艦歴

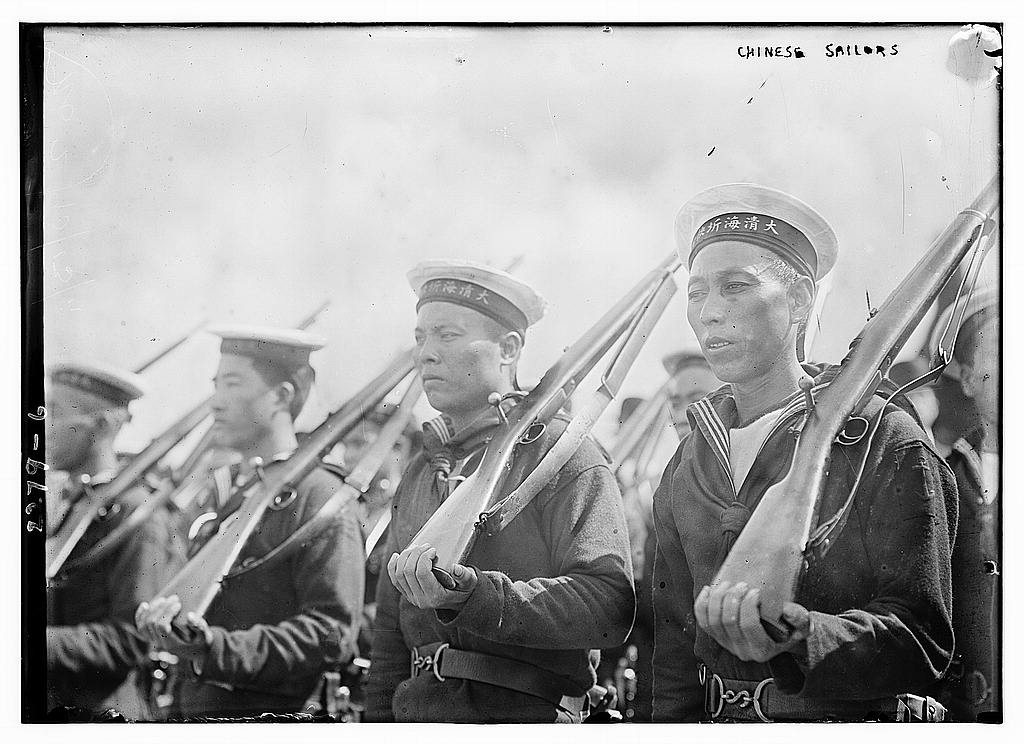
ニューヨークでパレードする海圻の船員たち

海圻は1897年にニューカッスル・アポン・タインのアームストロング・ホイットワースによって建造された。
1911年、海圻はジョージ5世の戴冠式を記念して開催された艦隊観閲式に参加するためイギリスを訪れた。また、アームストロング・ウィットワース社での電気修理のためにニューカッスルを訪れた。メキシコでトレオン虐殺事件が発生したため、任務はアメリカ、キューバ、メキシコへの訪問に拡大された。1911年9月11日、清国海軍の艦船として初めてアメリカ領海を通過した。キューバ滞在中、メキシコは中国の賠償要求と反乱軍に対する措置に同意し、同艦の最後の航海は中止された。海圻は帰国の途に着き、船が留守の間に清国に代わって中華民国が誕生し、新政府が誕生した。
海圻はその後、中華民国海軍で活躍した。1917年、孫文の北京政府に対する護憲運動に参加した艦隊の一翼を担った。1923年には北方に戻ったが、1926年には満州で張作霖の奉天派に加わった。1931年満州事変で満州が日本に奪われると、海圻は奉天海軍の残党とともに青島に移り、中華民国海軍第3艦隊の一員となった。1933年、給与と経費をめぐる艦隊司令官との争いのため、海圻は2隻の船とともに南下し、広東省海軍に参加した。1935年、広東省総督との紛争により、海圻はもう1隻の船とともに封鎖をかいくぐって香港に到達し、最終的に首都南京に到着した。（妥協案として）名目上は第3艦隊に復帰したが、実際には国防省の直接指揮下に入った。
1937年8月11日、日中戦争における日本軍の進撃を妨害するため、長江で閉塞船として自沈した。主砲は自沈前に解体され、武漢の河川防御に設置された。